# وزارة المالية (أيرلندا)
وزارة المالية (بالأيرلندية: An Roinn Airgeadais) هي وزارة تابعة لحكومة أيرلندا. ويرأسها وزير المالية ويساعده اثنان من وزراء الدولة.
تتولى وزارة المالية مسؤولية إدارة السياسات المالية العامة لجمهورية أيرلندا وجميع الصلاحيات والواجبات والمهام المرتبطة بها، بما في ذلك تحصيل وإنفاق وإيرادات أيرلندا من أي مصدر ينشأ.
الوزير الحالي هو مايكل ماكجراث.

## أنظر أيضا
- اقتصاد أيرلندا

## روابط خارجية
- الموقع الرسمي
- هيكل الإدارات